# Fernando Martins
Fernando Martins (Alenquer, 25 de janeiro de 1917 — 28 de julho de 2013) foi um dirigente desportivo português. Presidiu ao Sport Lisboa e Benfica entre 1981 e 1987.

## Biografia
Em 1965 ocupou as funções de Suplente no Conselho Fiscal e em 1967/1968 presidiu à Comissão de Obras do Novo Parque de Jogos do Sport Lisboa e Benfica.
Foi a 29 de Maio de 1981 que se tornou no 30.º líder máximo dos "encarnados", tendo cumprido três mandatos, entre 29 de Maio de 1981 e 3 de Abril de 1987. Ficou na história como o presidente que fechou o famoso "Terceiro Anel", tendo terminado a construção do antigo Estádio da Luz que, assim, passou a ser o maior da Europa e o terceiro maior do mundo, com 120.000 lugares sentados.
Na sua gerência e sob o comando técnico do treinador sueco Sven-Göran Eriksson, o clube sagrou-se bicampeão nacional (1982/1983 e 1983/1984) e voltou ao topo da Europa, disputando em 1983 a final da Taça UEFA. Foi durante a sua gerência que se obtiveram inovadoras fontes de receita, como a publicidade nas camisolas da equipa de futebol (1984/1985).
Foi "Águia de Ouro" em 1984.